# Thrombopénie induite par l'héparine
Pour les articles homonymes, voir HIT.
 Mise en garde médicale
La thrombopénie induite par l'héparine ou TIH (en anglais, heparin-induced thrombocytopenia ou HIT) est une complication grave d'un traitement par héparine, qu'elle soit intraveineuse, calcique, ou de bas poids moléculaire.

## Mécanisme
Elle est de mécanisme allergique avec formation d'anticorps contre un complexe formé par l'héparine et le facteur plaquettaire 4. Ces anticorps sont détectables avant même toute thrombopénie. Cette allergie n'est cependant pas classique dans le sens qu'il n'y a pas toujours une exposition préalable au médicament, avec une augmentation simultanée des anticorps de type immunoglobuline G et M. Il est possible que la première présentation de l'antigène soit faite sous forme bactérienne, par exemple, au niveau de la sphère buccale. Il existe également une activation de la thrombine.
La chute du nombre de plaquettes est secondaire à leur agrégation sous forme de caillots pouvant occlure différents vaisseaux. Cette thrombopénie entraîne par ailleurs un risque de saignement.

## Épidémiologie
Cette complication reste rare, atteignant moins de 3 % des patients sous héparine et moins de 0,5 % des patients sous héparines à bas poids moléculaires. Il existe une discrète prédominance féminine.
Elle est d'autant plus fréquente que l'utilisation d'héparine est prolongée. Elle peut se voir cependant après des injections minimes et ponctuelles (lavage de cathéter par exemple).

## Description
Elle survient environ une semaine après le début du traitement (entre 5 et 14 jours, et plus tôt en cas de réintroduction d'héparine). Elle peut être détectée précocement par la réalisation d'hémogrammes systématiques (ou « numération formule sanguine »). Elle doit être suspectée par l'aggravation de la maladie pour laquelle l'héparine a été prescrite (majoration d'une embolie pulmonaire par exemple) ou par la survenue d'un accident ischémique : neurologique, ischémie d'un doigt... Les thromboses veineuses restent toutefois plus fréquentes que les thromboses artérielles.
Dans certains cas, il peut exister des accidents thrombotiques ou des lésions cutanées (nécrose) secondaires à la présence d'anticorps anti-héparine, sans réelle thrombopénie. La maladie peut également se manifester par une réaction générale : fièvre, frisson, rash... 

## Biologie
La chute du nombre de plaquettes atteint au moins 50 %.
Outre la thrombopénie, elle est confirmée par la recherche d'anticorps anti-héparine. Cette recherche peut être faite de deux manières, immunologique (par ELISA par exemple, mais qui manque de spécificité) ou fonctionnelle, par détection de l'activation plaquettaire par les anticorps.

## Prévention
Toute personne devant bénéficier d'un traitement par héparine, quelle qu'elle soit, doit avoir un hémogramme avant tout traitement (ou au moins en début de traitement). L'évolution du nombre de plaquettes doit être surveillée de manière bihebdomadaire.
Un patient ayant fait un épisode de thrombopénie induite par l'héparine ne devra plus jamais recevoir ce type de produit mais seulement des héparinoïdes de synthèse, même s'il existe des cas rares décrits de thrombopénie au fondaparinux. Cet antécédent devra être clairement mis en évidence dans le dossier médical de manière à éviter une exposition à l'héparine, que cela soit en tant que médicament injecté directement ou par utilisation de solutions héparinées pour le trempage de certains matériels (comme lors d'un cathétérisme cardiaque).

## Traitement
Dès la suspicion (c'est-à-dire avant même d'avoir le résultat de confirmation par la recherche des anticorps spécifiques), l'héparine doit être arrêtée et remplacée par du danaparoïde sodique ou de l'argatroban en cas d'insuffisance rénale. Le simple arrêt ne suffit pas, la formation de thrombus pouvant continuer à survenir encore plusieurs jours après ce dernier. L'évolution est alors en règle simple avec normalisation du taux des plaquettes sanguines. Le relais direct par antivitamine K, sans passer par un héparinoïde de synthèse, peut parfois aggraver la situation (survenue d'une phlébite bleue et gangrénante). Cet effet n'est cependant pas constaté avec les nouveaux anticoagulants oraux tels que le dabigatran ou le rivaroxaban qui pourraient être ainsi une alternative aux héparinoïdes de synthèse.
La transfusion de plaquettes est rarement nécessaire, la thrombopénie n'étant pas aussi importante que lors d'autres causes. Si elle est pratiquée, elle ne semble pas comporter de majoration du risque de thrombose.